# Otterstads socken
Otterstads socken i Västergötland ingick i Kållands härad, uppgick 1969 i Lidköpings stad och området ingår sedan 1971 i Lidköpings kommun och motsvarar från 2016 Otterstads distrikt.
Socknens areal är 66,04 kvadratkilometer varav 65,50 land. År 2000 fanns här 1 079 invånare. Läckö slott, godset Traneberg, orterna Granvik och Spiken samt kyrkbyn Otterstad med sockenkyrkan Otterstads kyrka ligger i socknen.

## Administrativ historik
Socknen har medeltida ursprung. Socknen införlivade 1855 Senäte socken efter att en gemensam kyrka byggts. I församlingen införlivades omkring 1520 Torsö (Sankt Mariae kapell), 1668 enligt obekräftad uppgift Läckö och Sankt Katrine kapell (Sunnerby kyrka) församling samt senast 1830 Läckö slottskapell (om det alls varit kapellförsamling).
Vid kommunreformen 1862 övergick socknens ansvar för de kyrkliga frågorna till Otterstads församling och för de borgerliga frågorna bildades Otterstads landskommun. Landskommunen uppgick 1952 i Norra Kållands landskommun som 1969 uppgick i Lidköpings stad som 1971 ombildades till Lidköpings kommun. Församlingen uppgick 2002 i Sunnersbergs församling.
1 januari 2016 inrättades distriktet Otterstad, med samma omfattning som församlingen hade 1999/2000.  
Socknen har tillhört län, fögderier, tingslag och domsagor enligt vad som beskrivs i artikeln Kållands härad. De indelta soldaterna tillhörde Västgöta-Dals regemente, Kållands kompani.

## Geografi

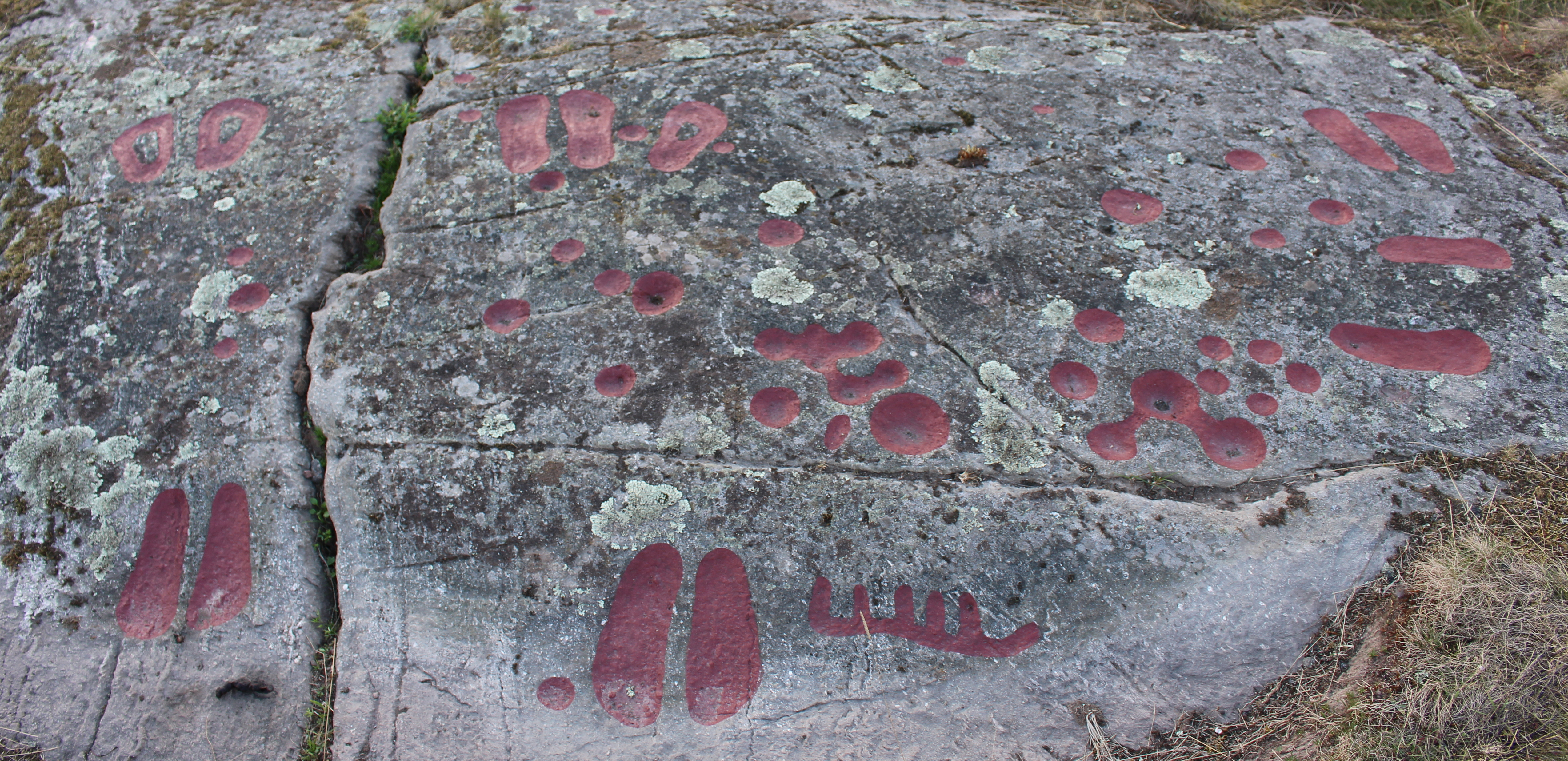
Hällristning vid Ottestads kyrka

Otterstads socken ligger norr om Lidköping på norra Kålland och på Kållandsö med Ekens skärgård i norr. Socknen är en småkuperad skogsbygd med odlingsmark i dalgångar.

## Fornlämningar
Boplatser och hällkistor från stenåldern är funna. Från bronsåldern finns spridda gravrösen, skärvstenshögar och hällristningar. Från järnåldern finns 17 gravfält. En runsten står vid vägen till Läckö.

## Namnet
Namnet skrevs 1283 Otars stadum och avsåg då prästgården. Namnet innehåller mansnamnet Ottar och sta(d), 'boplats, ställe'.